# 카라긴스키만

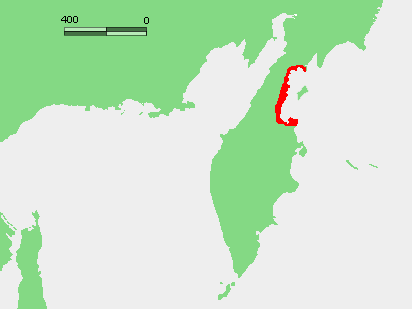
지도상의 위치.

카라긴스키만(러시아어: Карагинский залив)은 러시아 캄차카 변경주 북동부 해안의 베링해에 있는 큰 만으로, 내륙으로 117km 깊이 들어와 있다. 만의 깊이는 30~60m 사이이다. 만에서 가장 큰 섬은 리트케 해협(폭: 21~72km)으로 본토와 분리된 카라긴스키섬이다. 카라긴스키만은 12월부터 6월까지 얼음으로 덮여 있다.